# Muro dell'Orlanda
Il muro dell'Orlanda è una celebre salita ciclistica, situata tra l'abitato di Carate Brianza, scendendo per la via Fiume sino al ponte sul Lambro e la Stazione ferroviaria di Carate, per proseguire sino al piccolo centro abitato di Calò, costeggiando la strada dell'Orlanda. 
Dal ponte sul Lambro sino alla stazione il percorso è lungo circa 600 metri, caratterizzato da una sede stradale molto stretta e ripida (pendenza tra il 12 e 18%). Fino al 1997 il "muro" non era asfaltato e presentava una pavimentazione in pavé, o riciul abbastanza precaria, impraticabile in bicicletta quando la strada era bagnata. Ciclisticamente parlando il muro, altrimenti detto delle "Sette Gocce", assomiglia al muro di Grammont che viene affrontato al giro delle Fiandre. Su questo strappo Fausto Coppi veniva ad allenarsi per le classiche del nord. Su questa strada recentemente è passata la Coppa Agostoni.